# 154
154 (CLIV na numeração romana) foi um ano comum do século II do Calendário Juliano, da Era de Cristo, a sua letra dominical foi G (52 semanas), teve início e fim numa segunda-feira.
| Ano completo                         |
| ------------------------------------ |
| Ano comum com início à segunda-feira |

## Eventos
- Eleito o Papa Aniceto, 11º papa, que sucedeu o Papa Pio I.

## Mortes
- Papa Pio I, 10º papa.